# Tricerro
Tricerro (piemontiul: Trisser) település Olaszországban, Vercelli megyében. Lakosainak száma 671 fő (2023. január 1.). Tricerro Costanzana, Desana, Ronsecco és Trino községekkel határos.

## Népesség
A település népességének változása:
| Lakosok száma | 719  | 711  | 671  |
|               | 2017 | 2018 | 2023 |